# Pilar Llop

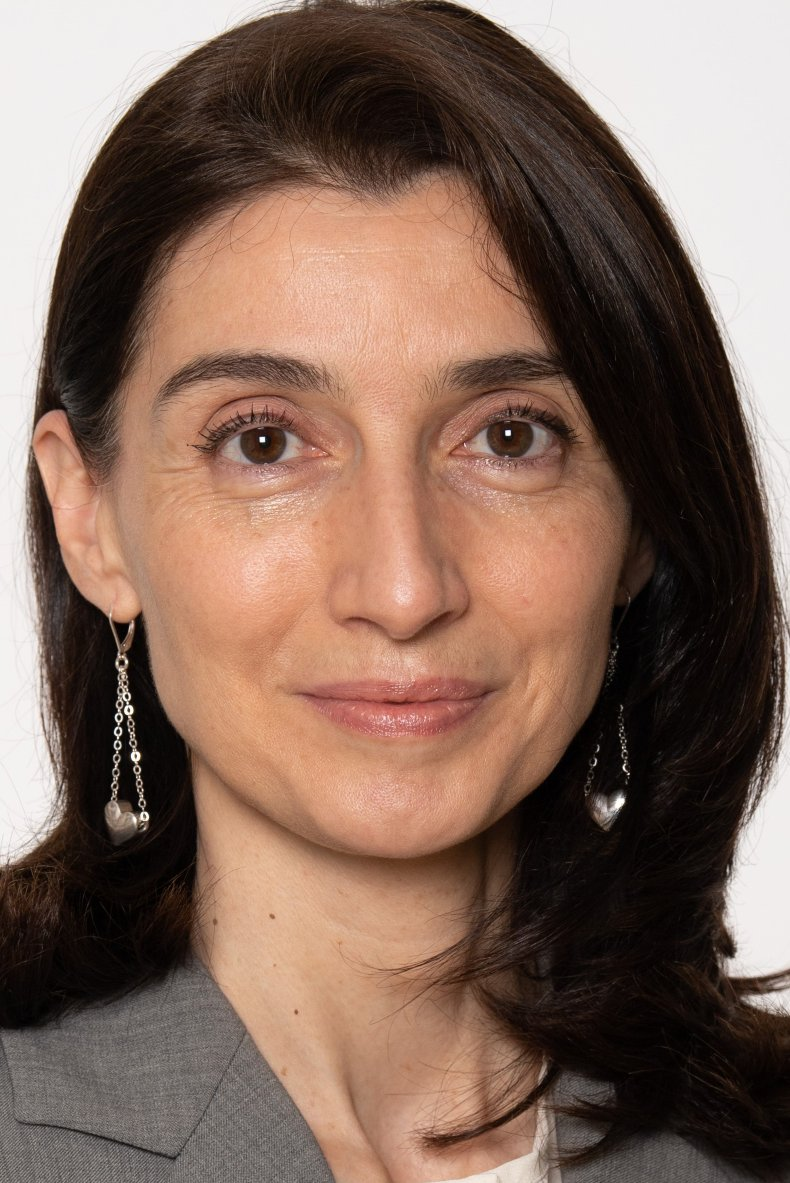
Pilar Llop (2021)

María Pilar Llop Cuenca (* 3. August 1973 in Madrid) ist eine spanische Juristin und Politikerin (PSOE). Sie war von 2021 bis 2023 spanische Justizministerin im Kabinett Sánchez II.

## Leben und Wirken
Llop, Tochter eines Taxifahrers und einer Friseurin, studierte Rechtswissenschaften an der Universität Complutense Madrid. Nach ihrem Abschluss trat sie 1999 in den spanischen Justizdienst ein und wurde 2001 zur Ermittlungsrichterin ernannt. 2004 wurde sie Magistratsrichterin und wechselte 2009 an das Gericht Nr. 5 in Madrid mit Sonderzuständigkeit für Gewaltdelikte gegen Frauen. Daneben war sie von 2006 bis 2007 für die Europäische Kommission im Europäischen Amt für Zusammenarbeit (AIDCO) in Brüssel tätig, wo sie für Justiz-, Menschenrechts- und NGO-Angelegenheiten zuständig war. Von Juli 2009 bis Dezember 2010 arbeitete Llop in Bulgarien als „Resident Adviser“ (lokale Beraterin) im Twinning-Projekt zur Stärkung des bulgarischen Justizsystems. Von 2011 bis 2015 war sie an das Technische Kabinett des Generalrates der rechtsprechenden Gewalt abgeordnet, wo sie unter anderem für die Leitung der Abteilung „Observatorium für häusliche Gewalt und geschlechtsspezifische Gewalt“ arbeitete.
2015 wurde Llop für die PSOE in die Asamblea de Madrid gewählt und konnte ihren Sitz 2018 verteidigen. Dort war sie unter anderem Sprecherin der Justizkommission. 2018 wurde sie zur Regierungsbeauftragten für geschlechtsspezifische Gewalt ernannt. Von Dezember 2019 bis Juli 2021 war sie Präsidentin des spanischen Senates. Von diesem Amt wechselte sie im Rahmen einer Kabinettsumbildung im Juli 2021 als Justizministerin in das Kabinett Sánchez II. In ihrer Amtszeit trieb sie die Digitalisierung der Justiz voran und reformierte das spanische Insolvenzrecht und initiierte ein Gesetz zur Stärkung von Frauen bei Sexualstraftaten. Im Rahmen einer weiteren Kabinettsausbildung schied Llop im November 2023 aus dem Kabinett aus und arbeitet seitdem wieder als Richterin am Provinzgericht Nr. 23 in Madrid.
Llop ist verheiratet und Mutter einer Tochter.